# Смітвілл-Флетс (Нью-Йорк)
Смітвілл-Флетс (англ. Smithville Flats) — переписна місцевість (CDP) в США, в окрузі Ченанго штату Нью-Йорк. Населення — 303 особи (2020).

## Географія
Смітвілл-Флетс розташований за координатами 42°23′40″ пн. ш. 75°48′38″ зх. д. / 42.39444° пн. ш. 75.81056° зх. д. (42.394324, -75.810584).  За даними Бюро перепису населення США в 2010 році переписна місцевість мала площу 3,68 км², уся площа — суходіл.

## Демографія
Згідно з переписом 2010 року, у переписній місцевості мешкала 351 особа в 145 домогосподарствах у складі 92 родин. Густота населення становила 95 осіб/км².  Було 163 помешкання (44/км²).
Расовий склад населення:
| - 97,7 % — білих - 0,9 % — корінних американців - 0,6 % — чорних або афроамериканців |

До двох чи більше рас належало 0,9 %. Частка іспаномовних становила 0,0 % від усіх жителів.
За віковим діапазоном населення розподілялося таким чином: 21,7 % — особи молодші 18 років, 63,2 % — особи у віці 18—64 років, 15,1 % — особи у віці 65 років та старші. Медіана віку мешканця становила 41,9 року. На 100 осіб жіночої статі у переписній місцевості припадало 123,6 чоловіків;  на 100 жінок у віці від 18 років та старших — 118,3 чоловіків також старших 18 років.
За межею бідності перебувало 31,7 % осіб, у тому числі 50,0 % дітей у віці до 18 років та 0,0 % осіб у віці 65 років та старших.
Цивільне працевлаштоване населення становило 160 осіб. Основні галузі зайнятості: освіта, охорона здоров'я та соціальна допомога — 25,0 %, транспорт — 13,8 %, мистецтво, розваги та відпочинок — 10,6 %, будівництво — 9,4 %.